# Château de Monbazillac
Le château de Monbazillac se situe sur la commune de Monbazillac, dans le département français de la Dordogne. Il est classé monument historique par arrêté du 20 février 1941.

## Présentation
Il est entouré d'un vignoble réputé, au bord d'un plateau dominant la Dordogne, face à Bergerac.

## Historique
Vers 1550, le château est construit d'un seul jet par Charles d'Aydie sur un plan très simple : un rectangle cantonné aux angles de quatre grosses tours circulaires. L'accès se fait par un pont fixe à deux arches. Des défenses sont prévues : mâchicoulis, meurtrières, créneaux et chemin de ronde. Un puits existe dans une des pièces.
Le huguenot Louis de Bouchard d'Aubeterre achète en 1607 le château. Henri IV érige la seigneurie en vicomté en 1608. Le château est vendu à un de Brisay pour 75 000 livres en 1666 à Pierre de Barraud, seigneur de Fourni, protestant. Pierre de Barreau meurt en 1674. Il s'est alors titré vicomte de Monbazillac. Il s'était marié le 18 avril 1646 avec sa cousine germaine, Marie. En 1685 est signé l'édit de Fontainebleau, l'édit de Nantes est révoqué. Le 25 juin 1685, la veuve de Pierre Barraud abjure le protestantisme pour devenir catholique le matin de son mariage avec Elzéar de Luxe, baron de Capian, avocat général à la Chambre de l'Édit de Guyenne, qui est catholique. Marie est morte sans héritier le 21 septembre 1705. Elzéar de Luxe de Capian est titré vicomte de Monbazillac.
En 1777, François Hilaire de Bacalan (1728-1804) achète le château. En 1790, il devient maire de Monbazillac et abandonne sa particule. Le château traverse la Révolution française sans dégâts.
En 1960, le château est acheté par la Cave coopérative de Monbazillac, qui commercialise le vin de ses 25 hectares de vignes qui entourent le château. Le château devient un musée grâce au concours de Jean Secret (1904-1981).

## Tourisme
En 2022, le château a attiré 50 000 visiteurs.